# ويلي تويل
ويلي تويل (بالإنجليزية: William Michael Toweel)‏ (6 أبريل 1934 – 25 ديسمبر 2017) هو ملاكم جنوب أفريقي راحل، مثّل بلاده في الألعاب الأولمبية الصيفية 1952 وحقق الميدالية البرونزية في فئة وزن الذبابة.

## روابط خارجية
- ويلي تويل على موقع IMDb (الإنجليزية)

ويلي تويل على موقع بوكس ريك (الإنجليزية) (registration required)
- ويلي تويل على موقع اللجنة الأولمبية الدولية (الإنجليزية)
- ويلي تويل على موقع أوليمبيديا (الإنجليزية)